# Änne Schmitz
Änne Schmitz (* 1906), gelernte Buchbinderin, war Mitglied der von Artur Jacobs gegründeten Gemeinschaft „Bund – Gemeinschaft für sozialistisches Leben“ und in der Zeit des Nationalsozialismus eine Judenhelferin.

## Leben
Änne Schmitz stammte aus einer Elberfelder Arbeiterfamilie. Sie trat mit 19 Jahren in die SPD ein und blieb dieser Partei lebenslang verbunden. Sie wurde 1928 Mitglied im „Bund“, dem sich auch ihr damaliger Verlobter und späterer Mann August Schmitz anschloss.
In der Zeit der NS-Diktatur halfen Änne Schmitz und ihre Freunde aus dem „Bund“ Verfolgten. Das Ehepaar versteckte in seiner Wohnung politisch Verfolgte, die sich auf der Flucht ins Ausland befanden. Änne Schmitz zog 1943 mit ihrer Schwester und ihrem Sohn Jürgen nach Berringhausen bei Burscheid, da ihre Wohnung durch Bomben zerstört war.  Die Jüdin Marianne Strauß-Ellenbogen wurde vom „Bund“ im Untergrund versteckt und so ihr Leben gerettet. Änne Schmitz nahm  sie Frühjahr 1944 für einige Wochen in ihrer Wohnung auf.

## Ehrung
Für diese Tat wurde sie gemeinsam mit weiteren Judenrettern des Bundes postum am 15. September 2005 von der israelischen Gedenkstätte Yad Vashem in der Botschaft des Staates Israel in Berlin als Gerechte unter den Völkern ausgezeichnet. Die anderen Geehrten waren Fritz und Maria Briel, Emilie Busch, Hanni Ganzer, Hedwig Gehrke, Meta Kamp-Steinmann, Karin Morgenstern und Grete Strüter.